# Manuel Bihr
Manuel Tom Bihr (thailändisch มานูเอล ทอม เบียรห์, * 17. September 1993 in Herrenberg) ist ein deutsch-thailändischer Fußballspieler.

## Karriere

### Vereine
Bihr begann seine Karriere beim SV Oberjesingen und spielte danach für den VfL Herrenberg, bevor er 2008 in die Jugend des VfB Stuttgart wechselte. 2012 ging er zum 1. FC Nürnberg und gab am 25. Juli 2012 gegen den FC Memmingen sein Debüt für dessen zweite Mannschaft in der Regionalliga Bayern. Dabei erzielte er in der letzten Minute das Tor zum 1:1-Endstand.
Am 24. September 2014 kam Bihr für die erste Mannschaft in der 2. Bundesliga bei der 0:3-Auswärtsniederlage gegen den 1. FC Heidenheim zu seinem Profidebüt. Im Mai 2015 verpflichtete ihn der Drittligist Stuttgarter Kickers für die Saison 2015/16. Am Saisonende stieg er mit der Mannschaft in die Regionalliga Südwest ab.
Anfang Juli 2016 schloss er sich dem thailändischen Erstligisten Bangkok United an. 2016, 2018 und 2023 erzielte er mit dem Verein die Vizemeisterschaft. Am 28. Mai 2023 stand er mit dem Verein im Finale des thailändischen Pokals. Hier unterlag man dem Erstligisten Buriram United mit 0:2. Am 5. August 2023 gewann er mit Bangkok United den thailändischen Super Cup. Das Spiel gegen den Meister Buriram United im Rajamangala Stadium gewann man mit 2:0. Am Ende der Saison 2024/25 feierte er mit Bangkok seine vierte Vizemeisterschaft.

### Nationalmannschaft
Bihr debütierte am 8. Oktober 2017 beim 1:0-Sieg im Freundschaftsspiel gegen Kenia in der thailändischen A-Nationalmannschaft.

## Erfolge

### Verein
Bangkok United
- Thailändischer Vizemeister: 2016, 2018, 2022/23, 2023/24, 2024/25
- Thailändischer Pokalfinalist: 2022/23
- Thailändischer Supercup-Sieger: 2023

### Nationalmannschaft
Thailand
- Südostasienmeister: 2021